# International Joint Conference on Artificial Intelligence
La International Joint Conference on Artificial Intelligence (IJCAI) est une conférence internationale qui réunit des chercheurs et des pratiquants dans le domaine de l'intelligence artificielle. Elle se déroulait tous les deux ans de 1969 à 2015 et devient annuelle en 2015. IJCAI est une conférence sélective : seulement 12,6% d'articles soumis ont été acceptés en 2020, et le taux de sélection n'a jamais dépassé à 30% les années précédentes. C'est pour cela que cette conférence est considérée comme prestigieuse dans le domaine de l'intelligence artificielle et qu'elle est classée dans les premiers rangs (rank A*),.
En France, il existe une réunion pré-conférence france@ijcai à Plate-forme intelligence artificielle (PFIA) organisée par l'association française pour l'intelligence artificielle, le but est de faire se rencontrer les chercheurs français ayant un article accepté par la conférence IJCAI.

## Prix
Trois prix sont attribués à chaque conférence IJCAI :
- Le prix IJCAI Computers and Thought Award est décerné aux jeunes scientifiques dans le domaine de l'Intelligence artificielle.
- Le prix Donald E. Walker Distinguished Service Award est décerné aux scientifiques seniors pour leurs contributions et services au long de leur carrière.
- Le prix IJCAI Award for Research Excellence est décerné aux scientifiques qui ont mené un programme de recherche de haute qualité, avec plusieurs résultats substantiels.

De plus, IJCAI accorde un ou plusieurs Best Paper Awards lors de la conférence pour les articles de haute qualité.

## Lieux des conférences[6]
- IJCAI-25 : Montréal, Canada
- IJCAI-24 : Jeju, Corée du Sud
- IJCAI-23 : Macao, Chine
- IJCAI-22 : Vienne, Autriche
- IJCAI-21 et IJCAI-20 : en distanciel
- IJCAI-19 : Macao, Chine
- IJCAI-18 : Stockholm, Suède
- IJCAI-17 : Melbourne, Australie
- IJCAI-16 : New York, États-Unis
- IJCAI-15 : Buenos Aires, Argentine
- IJCAI-13 : Pékin, Chine
- IJCAI-11 : Barcelone, Espagne
- IJCAI-09 : Pasadena, États-Unis
- IJCAI-07 : Hyderabad, Inde
- IJCAI-05 : Édimbourg, Royaume-Uni
- IJCAI-03 : Acapulco, Mexico
- IJCAI-01 : Seattle,  États-Unis
- IJCAI-99 : Stockholm, Suède
- IJCAI-97 : Nagoya, Japon
- IJCAI-95 : Montréal, Canada
- IJCAI-93 : Chambéry, France
- IJCAI-91 : Sydney, Australie
- IJCAI-89 : Détroit, États-Unis
- IJCAI-87 : Milan, Italie
- IJCAI-85 : Los Angeles, États-Unis
- IJCAI-83 : Karlsruhe, Allemagne
- IJCAI-81 : Vancouver, Canada
- IJCAI-79 : Tokyo, Japon
- IJCAI-77 : Cambridge, États-Unis
- IJCAI-75 : Tbilissi, Géorgie (pays)
- IJCAI-73 : Stanford, États-Unis
- IJCAI-71 : Londres, Royaume-Uni
- IJCAI-69 : Washington, États-Unis